# 1993 en Norvège
Chronologie de la Norvège
- 1989
- 1990
- 1991
- 1992
- 1993
- 1994
- 1995
- 1996
- 1997

Cet article présente les faits marquants de l'année 1993 en Norvège ou relatifs à la Norvège.

## Gouvernance
- Harald V est roi de Norvège.
- Gro Harlem Brundtland est la cheffe du gouvernement norvégien.

## Événements
- Les accords d'Oslo sont le résultat d'un ensemble de discussions menées en secret entre des négociateurs israéliens et palestiniens à Oslo en Norvège, pour poser les premiers jalons d'une résolution du conflit israélo-palestinien[1]. La Déclaration de principes est signée à Washington le 13 septembre 1993 par Yitzhak Rabin, Premier ministre israélien, Yasser Arafat, président du comité exécutif de l'OLP, et Bill Clinton, président des États-Unis.
- Les élections législatives norvégiennes de 1993 (Stortingsvalet 1993, en norvégien) se sont tenues le 13 septembre 1993, afin d'élire les cent soixante-cinq députés du Storting pour un mandat de quatre ans[2].

## Sport
- La 11e édition du championnat du monde féminin de handball est organisée par la Norvège du 24 novembre au 5 décembre 1993 en collaboration avec la Fédération internationale de handball (IHF) et la Fédération norvégienne de handball.
- Les championnats du monde de cyclisme sur piste 1993 ont eu lieu au Vikingskipet de Hamar en Norvège en août 1993. Onze compétitions ont été disputées : huit par les hommes et trois par les femmes.
- Les championnats du monde de cyclisme sur route 1993 ont eu lieu du 25 au 29 août 1993 à Oslo en Norvège.
- Les Championnats du monde de lutte 1993 se sont tenus du 7 au 8 août 1993 à Stavern en Norvège pour la lutte féminine, du 25 au 28 août 1993 à Toronto au Canada pour la lutte libre et du 16 au 19 septembre 1993 à Stockholm en Suède pour la lutte gréco-romaine.
- La saison 1993 du Championnat de Norvège de football était la 31e édition du Championnat de Norvège de football à poule unique, la Tippeligaen. Les 12 clubs jouent les uns contre les autres lors de rencontres disputées en matchs aller et retour.

## Culture
- Telegrafisten, film norvégien réalisé par Erik Gustavson, sorti en 1993.

## Naissances
- Naissance en Norvège en 1993

## Décès
- Décès en Norvège en 1993